# 中國勝山站
中國勝山站（日语：／ Chūgoku-Katsuyama eki */?）是位於岡山縣真庭市勝山407番，西日本旅客鐵道（JR西日本）的姬新線車站。

## 概要
此站是前勝山町、現真庭市勝山地區的中心車站。為真庭市內最多人使用的車站。在列車運作上為一座據點車站，半數來自津山方向的列車在此站折返，往新見方向的列車中，每日只有8往返班次。在2005年（平成17年）3月31日真庭市成立前，此站附近設有前勝山町政廳。在JTB時間表上，此站為該町的代表車站。現時真庭市政廳遷移至久世地區，並比較接近久世站，因此該市的代表車站也是久世站。
曾經此站為急行「美作」的終點站。
關於此站的名稱，由於福井縣已經有一座勝山站（當時為京都電燈→京福電氣鐵道→越前鐵道勝山永平寺線），因此此站彷照其他車站的做法，冠上舊國名「美作」，但是當時勝山町會議員認為「在將來發展中，此站不是美作的勝山，而是中國地方的勝山」，因此眾議一致決定把車站名為「中國勝山」。
曾經設有計劃從此站建設經蒜山高原，連接山守之間的南勝線。在1962年成為調査線，在日本鐵道建設公團成立後，於1964年成為工程線。在1974年3月批准施工計劃，在同年5月開始動工。但是，由於實際收地進展失敗，因此整個工程和計劃停止了。

## 歷史
- 1925年（大正14年）3月15日 - 作備線久世至此站之間開通，此站啟用。
- 1929年（昭和4年）4月14日 - 隨著作備西線開通，作備線改名為作備東線，此站成為作備東線車站。
- 1930年（昭和5年）12月11日 - 此站至作備西線岩山站之間開業，使津山至新見之間全線開通，作備東線成為作備線一部分，此站成為作備線車站。
- 1936年（昭和11年）10月10日 - 作備線成為姬新線一部分，此站成為姬新線車站。
- 1967年（昭和42年） - 前一代車站大樓竣工。
- 1987年（昭和62年）4月1日 - 伴隨國鐵分割民營化，車站由西日本旅客鐵道（JR西日本）營運。
- 2000年（平成12年）5月 - 現時的車站大樓竣工，並成為簡易委託車站。

## 車站構造

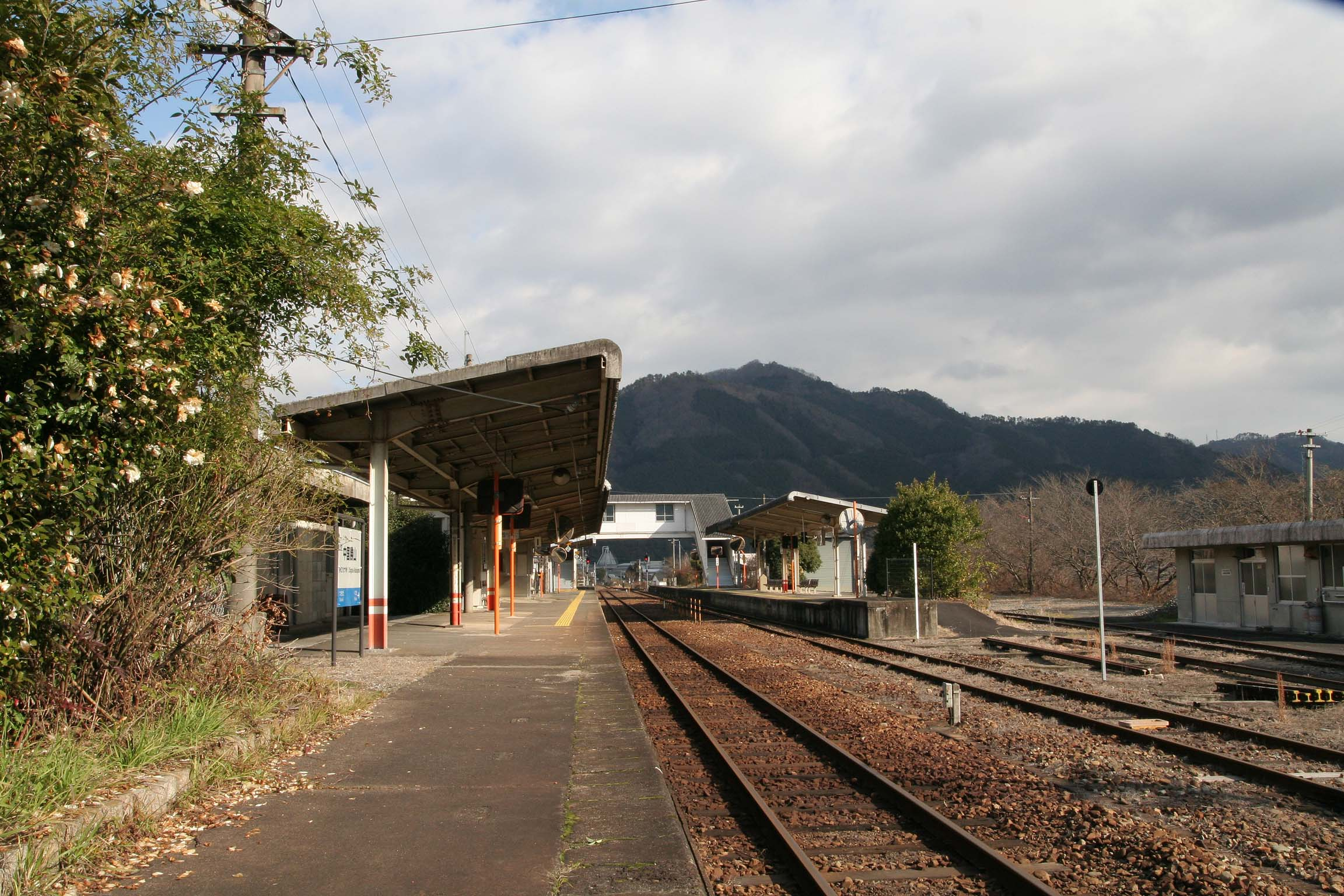
站內（2008年1月3日）

車站是一座地面車站，設有2面2線的相對式月台，可進行列車交會。2號月台對出設有貨物專用的缺角式月台，該月台只連接新見方向路軌。兩月台之間設有跨線橋連接。此站設有站內平交道，但是不開放給乘客使用。
車站大樓是在2000年（平成12年）建成，大樓為一座一層高的混凝土瓦頂建築物。在車站大樓落成後，車站由直營站變為簡易委託車站（由津山站管理）。車站內設有POS終端。在早上和黃昏後沒有車站職員當值。

### 月台
| 月台 | 路線   | 上下行 | 方向           |
| ---- | ------ | ------ | -------------- |
| 1・2 | 姬新線 | 上行   | 津山、佐用方向 |
| 1・2 | 姬新線 | 下行   | 新見方向       |

- 通常1號月台為津山方向月台，2號月台為新見方向月台。在津山方向的列車中，從此站出發的班次會使用2號月台出發。另外，晚上10時時段，從新見方向的尾班列車（只限平日和星期六行走）會使用1號月台。在早上5時時段，從此站前往新見的首班車會使用2號月台，該列車在前一晚夜間停泊。
- 在2002年（平成14年）8月8日，一架停泊中的列車在無人控制的情況下向久世方向行走，造成人身事故。

## 使用狀況
以下為近年1日平均乘車人次列表。
| 年度 | 1日平均 乘車人次 |
| ---- | ---------------- |
| 1999 | 515              |
| 2000 | 514              |
| 2001 | 511              |
| 2002 | 473              |
| 2003 | 521              |
| 2004 | 443              |
| 2005 | 445              |
| 2006 | 412              |
| 2007 | 389              |
| 2008 | 364              |
| 2009 | 376              |
| 2010 | 377              |
| 2011 | 378              |
| 2012 | 365              |
| 2013 | 369              |
| 2014 | 333              |
| 2015 | 347              |
| 2016 | 349              |
| 2017 | 351              |
| 2018 | 327              |

## 車站周邊
車站周邊為岡山縣指定的勝山町保存地區和勝山市區，設有公共機關和銀行等設施。
- 勝山文化中心、真庭市政廳勝山振興局
- 岡山縣美作縣民局（日语：岡山県美作県民局）真庭地域事務所
- 真庭警署（日语：真庭警察署）
- 美作勝山郵局（日语：美作勝山郵便局）
- 岡山縣立勝山高等學校（日语：岡山県立勝山高等学校）
- 真庭市立勝山小學
- 真庭市立勝山中學
- 勝山簡易裁判所（日语：岡山簡易裁判所）
- MARUI（日语：マルイ (岡山県)）勝山店
- 國道181號（日语：国道181号）
- 國道313號（日语：国道313号）
- 岡山縣道32號新見勝山線（日语：岡山県道32号新見勝山線）
- 岡山縣道202號中國勝山停車場線（日语：岡山県道202号中国勝山停車場線）

## 巴士路線
在車站前設有真庭市社區巴士巴士站。另外也有前往天滿屋巴士站方向的岡山 - 勝山線（中鐵北部巴士）巴士站。兩巴士路線可互相轉乘。只限某些日子和班次，可在此站乘坐社區巴士 [31]蒜山、久世路線，在宮田巴士站轉乘 [27]中曾、關金路線，在關金溫泉轉乘日本交通巴士路線前往山陰本線倉吉站。
一般巴士路線、高速巴士路線
| 愛稱          | 巴士公司     | 目的地                                      | 備註                     |
| ------------- | ------------ | ------------------------------------------- | ------------------------ |
| 岡山 - 勝山線 | 中鐵北部巴士 | 真庭市政廳、落合上町 - 岡山站、天滿屋巴士站 | 在落合上町前停所有巴士站 |

社區巴士
以下巴士路線均為真庭市社區巴士（真庭君♡）。
| 路線編號、路線名稱 | 目的地、方向                     | 備註                                                                                    |
| ------------------ | -------------------------------- | --------------------------------------------------------------------------------------- |
| 30 新庄、久世路線  | 真庭市政廳                       |                                                                                         |
| 31 蒜山、久世路線  | 真庭市政廳                       |                                                                                         |
| 24 勝山、追分路線  | 真庭市政廳、目木、美作追分站     | 逢星期六、日、假日暫停服務                                                              |
| 24 勝山、追分路線  | 真庭市政廳、目木                 | 逢星期六、日、假日暫停服務                                                              |
| 24 勝山、追分路線  | 真庭中央圖書館                   | 逢星期六、日、假日暫停服務                                                              |
| 31 蒜山、久世路線  | 湯原溫泉、上福田、蒜山高原休閒村 | 部分班次可在宮田轉乘27 中曾、關金路線前往關金溫泉（在關金溫泉可轉乘日本交通前往倉吉站） |
| 31 蒜山、久世路線  | 湯原溫泉、上福田                 |                                                                                         |
| 30 新庄、久世路線  | 美甘振興局前、梨瀨               |                                                                                         |

共乘的士
所有共乘的士為預約制。由真庭市社區巴士（真庭君♡）營運。
- 9 星山路線（每星期行走2天）
- 10 神退、月田路線（每星期行走2天）
- 11、12 富原、月田路線（每星期行走5天）
- 28 福谷、寺河內路線（每星期行走2天）

## 相鄰車站
西日本旅客鐵道（JR西日本）
 姬新線
■快速、■普通
久世－中國勝山－月田

## 注腳
1. ↑  .   [2019-05-16]. （原始内容存档于2021-01-01） （日语）.
2. ↑  難波數丸「岡山の駅」160頁。日本文教出版，1972年3月初版，1985年7月第4版。
3. ↑  岡山縣統計年報 （页面存档备份，存于）（日語）

## 外部連結
- 中國勝山｜車站資訊：JR出門網 - 西日本旅客鐵道（日語）